# Стоймерич
45°12′ пн. ш. 15°35′ сх. д. / 45.20° пн. ш. 15.59° сх. д.
Стоймерич (хорв. Stojmerić) — населений пункт у Хорватії, в Карловацькій жупанії у складі міста Слунь.

## Населення
Населення за даними перепису 2011 року становило 3 осіб.
Динаміка чисельності населення поселення: